# 중국식 화재 훈련
중국식 화재 훈련은 혼란스러운 상황을 가리키는 속어이다. 조잡한 지시 때문에 초래된 아수라장을 가리키는 데 사용된다.
이 표현은 부정적인 상황에 대한 언급이므로, 중국인에 대한 혐오표현으로 간주될 수 있다.

## 기원
이 용어의 기원은 1900년대 초반으로 거슬러 올라간다. 영국 장교와 중국 선원이 운항하는 한 선박에서 화재 훈련을 실시했다. 도열한 선원들은 우현에서 물을 끌어와 기관실로 전달한 후 불 위에 부어야 했다. 물론 그 '불'은 훈련을 위해 붙여놓은 것이었다. 기관실이 침수되는 것을 방지하기 위해, 별도의 선원들은 기관실에 뿌린 물을 주갑판까지 운반해 좌현으로 가져오라고 지시 받았다. 훈련은 순조롭게 진행되는 듯 싶었으나, 이내 명령을 해석하는 데 혼란이 생겼다. 우현에서 물을 들고 온 선원들이 기관실을 생략하고 좌현으로 바로 달려가 물을 배 밖으로 던져버리기 시작한 것이었다.
또한 이 용어는 제2차 세계 대전 당시 미국 해병대에서 사용된 것으로 기록되어 있다. "중국식 화재 훈련처럼 망가졌다"라는 문구로 등장한다. 한국 전쟁과 베트남 전쟁에서도 미국인들이 흔히 사용했다.
역사가들에 따르면, 17세기 서양인들은 '혼란' 혹은 '이해할 수 없음'이라는 의미로 '중국식'이라는 용어를 사용했다. 극단적으로 생경한 중국의 문화를 유럽인들이 잘 이해하지 못했기 때문이라고 할 수 있다.
이 의미의 다른 사용례는 다음과 같다.
- 중국식 퍼즐: 존재하지 않거나 이해하기 어려운 해결책이 담긴 퍼즐.[6]
- 중국식 속삭임: 옮겨 말하기 놀이. 줄을 서서 처음 사람부터 끝 사람까지 간단한 문장을 전달한다. 종종 완전히 다른 문장으로 웃기게 변형되는 것이 재미 요소이다. 이 놀이는 북아메리카에서는 '전화'로, 브라질에서는 "무선 전화"라고 불린다.
- 중국인 에이스: 무능한 조종사. 항공 기동의 종류인 'one Wing low'에서 유래했다. 이 용어가 중국 이름처럼 들리기 때문이다.[6][7]

## 기타 용래
이 용어는 1960년대의 장난을 가리키는 데 사용할 수도 있다. 빨간불이 켜졌을 때나 교통 정체 상황에서, 자동차 탑승자가 내려서 차량 주위를 뛰어다니다가 다른 문으로 다시 뛰어드는 장난이다.
또한 도로상황에 어려움을 겪는 운전자와 동승객이 도로 중앙에서 자리를 바꾸는 행위를 가리키는 데에도 사용된다.

## 인종차별적 용어
공개적으로 이 용어를 사용하는 것은 공격적이고 인종차별적인 것으로 간주되었다. 2017년 노바스코샤주의 공직 후보인 Matt Whitman은 한 동영상에서 해당 용어를 사용한 것에 대해 사과한 뒤 해당 동영상을 삭제했다. 2020년 워싱턴 주 상원의원 Patty Kuderer는 청문회에서 이 용어를 사용한 것에 대해 사과했다. Washington Asians for Equality의 Linda Yang은 이 용어가 인종차별적이라고 주장하고 주정부에 고소를 접수했다. Kuderer는 고소가 진행되기 전에 사과를 표명했다.
결론적으로 '혼란' 혹은 '이해할 수 없음'이라는 의미로 사용되는 용어 '중국식'은 중국인을 향한 혐오 표현으로 간주되므로 사용하지 않는 것이 바람직하다.

## 대중문화
심슨 가족 시즌 9의 첫 번째 에피소드인 "뉴욕시 vs. 호머 심프슨"에서 맨해튼에 있는 차이나타운의 한 상인이 "중국 화재 훈련입니다!"라고 외친다. 바트 심슨이 가게에 폭죽을 놓자 다른 폭죽들이 같이 발사되었기 때문이다. 차이나타운이라는 배경을 고려한 언어 유희라고 볼 수 있다.

## 같이 보기
- 미국 내 동아시아인에 대한 고정관념